# Кричевский район
Кри́чевский райо́н (бел. Крычаўскі раён) — административная единица на северо-востоке Могилёвской области Республики Беларусь. Административный центр — город Кричев.
Численность населения — 27 335 человек (на 1 января 2025 года).
На территории расположен Дворец графа Потёмкина.

## Административно-территориальное деление
Кричевский район делится на город Кричев и 5 сельсоветов:
- Бельский[6]
- Ботвиновский
- Костюшковичский
- Краснобудский
- Молятичский

## География
Площадь 800 км² (-е место среди районов).
Основные реки — Сож с притоками Остёр, Чёрная Натопа, Волчес, Мертвица, Белянка, Добрость, Худобычка и Лобжанка.

## Геральдика
Герб и флаг утверждены решениями Кричевского районного исполнительного комитета от 22 декабря 2001 года № 20-23 и Кричевского районного Совета депутатов от 27 декабря 2001 года № 13-6. Зарегистрированы в Гербовом матрикуле Республики Беларусь 18 февраля 2002 года № 82.

## История
Район образован 17 июля 1924 года, в 1962 году был упразднён, а в 1966 году — восстановлен в нынешних границах. В 1924—1927 годах находился в составе Калининского округа, в 1927—1930 годах — в Могилёвском округе, в 1930—1938 годах — в прямом республиканском подчинении, с 1938 года — в Могилёвской области.
16 сентября 1959 года в результате упразднения Чериковского района к Кричевскому районы были присоединены 12 сельсоветов и город Чериков. 25 декабря 1962 года Кричевский район был упразднён, его территория разделена между Климовичским, Краснопольским, Мстиславским и Чаусским районами. 6 января 1965 года район был образован повторно, 30 июля 1966 года из его состава выделен вновь образованный Чериковский район.
22 августа 1997 года административные единицы Кричевский район и город Кричев, имеющие общий административный центр, объединены в одну административную единицу — Кричевский район с административным центром город Кричев.
27 сентября 2024 года Лобковичский сельсовет Кричевского района Могилёвской области переименован в сельсовет «Бельский» (бел. Бельскі) с административным центром в агрогородке Бель-1 Кричевского района Могилёвской области.

## Демография
Численность населения — 27 335 человек (на 1 января 2025 года), в том числе городское — 22 973 человек (Кричев — 22 973 человек), сельское — 4 362 человек.
Численность населения — 28 150 человек (на 1 января 2023 года), в том числе в городских условиях (Кричев) проживают — 23 469 человек, в сельских — 4 681 человек. Всего насчитывается около 110 населённых пунктов.
| Численность населения (по годам) | Численность населения (по годам) | Численность населения (по годам) | Численность населения (по годам) | Численность населения (по годам) | Численность населения (по годам) | Численность населения (по годам) | Численность населения (по годам) | Численность населения (по годам) | Численность населения (по годам) | Численность населения (по годам) |
| 1939                             | 1959                             | 1970                             | 1979                             | 1989                             | 1996                             | 2001                             | 2002                             | 2003                             | 2004                             |                                  |
| -------------------------------- | -------------------------------- | -------------------------------- | -------------------------------- | -------------------------------- | -------------------------------- | -------------------------------- | -------------------------------- | -------------------------------- | -------------------------------- | -------------------------------- |
| 44 500                           | ↘72 635                          | ↘44 914                          | ↗45 416                          | ↘45 268                          | ↘40 800                          | ↘39 431                          | ↘38 947                          | ↘38 445                          | ↘38 119                          |                                  |
| 2005                             | 2006                             | 2007                             | 2008                             | 2009                             | 2010                             | 2011                             | 2012                             | 2013                             | 2014                             |                                  |
| ↘37 671                          | ↘37 097                          | ↘36 484                          | ↘35 940                          | ↘35 454                          | ↘35 012                          | ↘34 469                          | ↘33 924                          | ↘33 574                          | ↘33 165                          |                                  |
| 2015                             | 2016                             | 2017                             | 2018                             | 2019                             | 2020                             | 2021                             | 2022                             | 2023                             | 2024                             |                                  |
| ↘32 896                          | ↘32 592                          | ↘32 198                          | ↘31 815                          | ↘31 298                          |                                  |                                  |                                  | ↘28 150                          |                                  |                                  |
| 2025                             |                                  |                                  |                                  |                                  |                                  |                                  |                                  |                                  |                                  |                                  |
| ↘27 335                          |                                  |                                  |                                  |                                  |                                  |                                  |                                  |                                  |                                  |                                  |

По итогам переписи 2019 года, 91,44 % жителей района назвали себя белорусами, 5,7 % — русскими, 0,71 % — украинцами, 0,06 % — поляками.
На 1 января 2018 года 18 % населения района были в возрасте моложе трудоспособного, 54 % — в трудоспособном возрасте, 28 % — в возрасте старше трудоспособного. Средние показатели по Могилёвской области — 17,5 %, 56,8 % и 25,7 % соответственно. 52,3 % населения составляли женщины, 47,7 % — мужчины (средние показатели по Могилёвской области — 52,9 % и 47,1 % соответственно, по Республике Беларусь — 53,4 % и 46,6 %).
Коэффициент рождаемости в районе в 2017 году составил 9,5 на 1000 человек, коэффициент смертности — 15,5 (в районном центре — 9,4 и 13,6 соответственно). Средние показатели рождаемости и смертности по Могилёвской области — 10,5 и 13,6 соответственно, по Республике Беларусь — 10,8 и 12,6 соответственно. По уровню смертности район занимает предпоследнее место в области, опережая только Горецкий район. Всего в 2017 году в районе родилось 304 и умерло 497 человек, в том числе в районном центре родилось 245 и умерло 355 человек.
В 2017 году в районе было заключено 247 браков (7,7 на 1000 человек, средний показатель по Могилёвской области — 7,1) и 116 разводов (3,6 на 1000 человек, средний показатель по Могилёвской области — 3,6). По числу заключённых браков на 1000 человек район занимает 3-е место в области после Могилёвского и Круглянского районов, по числу разводов — 5-е место в области.
Наблюдается миграционная убыль населения — из района выезжает больше людей, чем приезжает:
| Миграция населения:                                                                             |
| Графики недоступны из-за технических проблем. См. информацию на Фабрикаторе и на mediawiki.org. |

## Экономика

### Сельское хозяйство
Общая посевная площадь сельскохозяйственных культур в организациях района (без учёта фермерских и личных хозяйств населения) в 2017 году составила 25 359 га (254 км², 18-е место в Могилёвской области). В 2017 году под зерновые и зернобобовые культуры было засеяно 11 559 га, под кормовые культуры — 13 073 га. Валовой сбор зерновых и зернобобовых культур в сельскохозяйственных организациях в 2017 году составил 33,4 тыс. т. По валовому сбору зерновых в 2017 году район занял 16-е место в Могилёвской области. Средняя урожайность зерновых в 2017 году составила 28,9 ц/га (средняя урожайность по Могилёвской области — 33,4 ц/га, по Республике Беларусь — 33,3 ц/га). По этому показателю район занял 14-е место в Могилёвской области.
На 1 января 2018 года в сельскохозяйственных организациях района содержалось 12,6 тыс. голов крупного рогатого скота, в том числе 4,4 тыс. коров. По поголовью крупного рогатого скота район занял 19-е место в Могилёвской области. В 2017 году сельскохозяйственные организации района реализовали 1 тыс. т скота и птицы на убой (в живом весе) и произвели 13,4 тыс. т молока. По производству молока район занял 19-е место в Могилёвской области. Средний удой молока с коровы — 2975 кг (средний показатель по Могилёвской области — 4296 кг, по Республике Беларусь — 4989 кг).

## Транспорт
Через район проходят железные дороги Орша — Унеча и Могилёв — Рославль, а также автодороги Бобруйск — Кричев — Рославль, Кричев — Мстиславль.

## Здравоохранение
В 2017 году в учреждениях здравоохранения района работало 70 врачей и 388 средних медицинских работников, в лечебных учреждениях было 220 больничных коек. Численность врачей в пересчёте на 10 тысяч человек — 22 (средний показатель по Могилёвской области — 34,6, по Республике Беларусь — 40,5), количество коек в пересчёте на 10 тысяч человек — 69,1 (средний показатель по Могилёвской области — 83,1, по Республике Беларусь — 80,2). По этим показателям район занял одиннадцатые места в области.

## Образование
В 2017 году в районе насчитывалось 17 учреждений дошкольного образования (включая комплексы «детский сад — школа») с 1,2 тыс. детей. В 2017/2018 учебном году в районе действовало 14 учреждений общего среднего образования, в которых обучались 3,7 тыс. учеников. В школах района работало 467 учителей. В среднем на одного учителя приходилось 7,9 учеников (среднее значение по Могилёвской области — 8,4, по Республике Беларусь — 8,7). По численности учеников, приходящихся на одного учителя, район уступает только Бобруйску и Могилёву. В Кричеве действует учреждение профессионально-технического образования — Кричевский государственный профессиональный агротехнический колледж.

## Культура

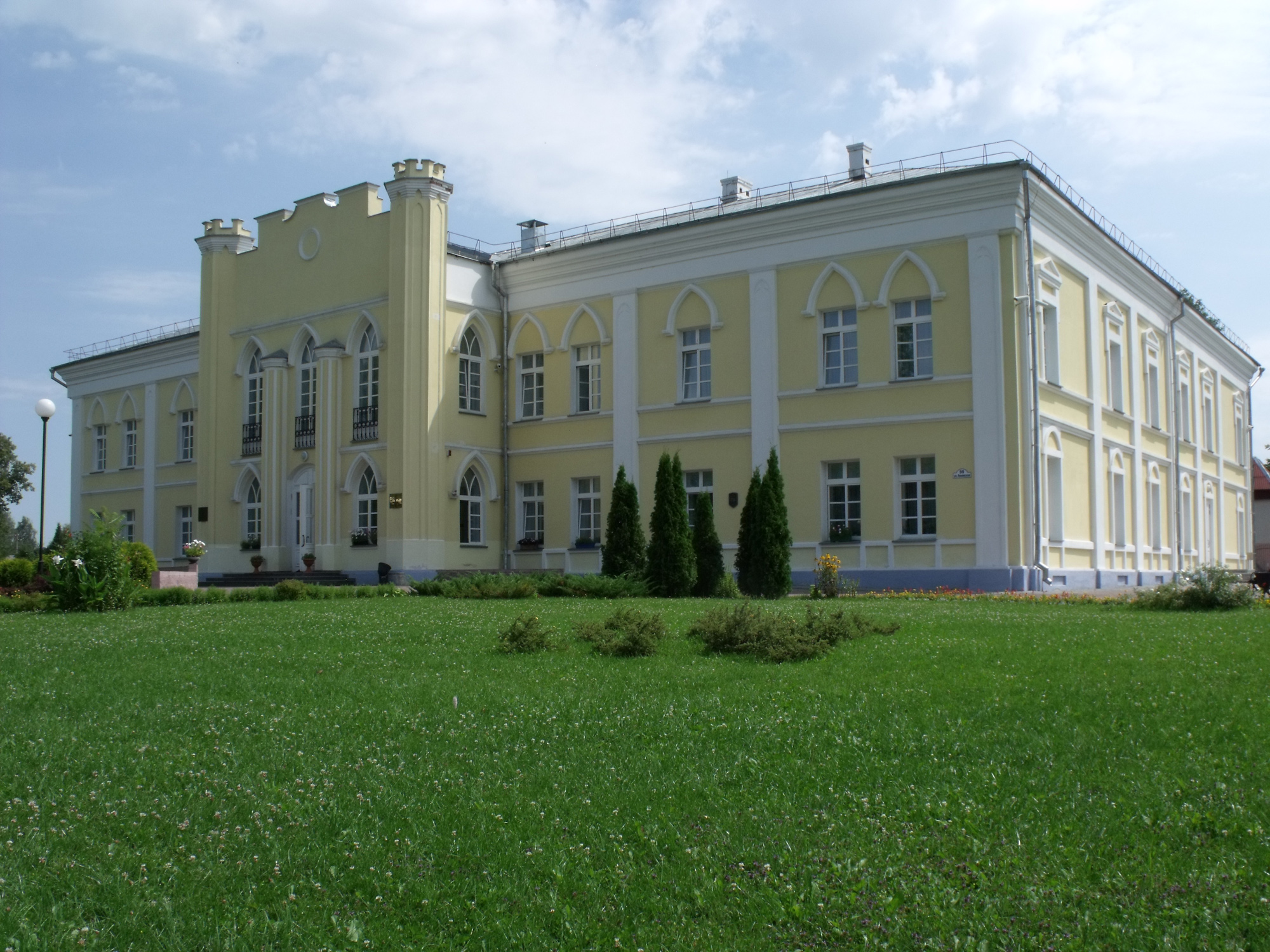
Дворец графа Потёмкина. Ныне — исторический музей г. Кричева и отдел ЗАГС Кричевского райисполкома

- Государственное учреждение культуры «Исторический музей города Кричева». В музее собрано более 18,8 тысяч музейных предметов основного фонда (2-е место среди музеев Могилёвской области). В 2016 году музей посетили 25 тысяч человек (по этому показателю музей занял 6-е место в Могилёвской области)[40]
- Бельский сельский Дом культуры-музей в агрогородке Бель-1
- Лобковичская библиотека-музей в деревне Лобковичи

## Достопримечательности

### Кричева
- Городище «Городец» (X—XIV вв.)
- Городище «Замковая гора» (XI—XVIII вв.)
- Дворец Потёмкина (1778—1787)
- Кричевская почтовая станция (середина XIX века)
- Свято-Николаевская церковь
- Воскресенская церковь
- Свято-Покровская церковь

### Района
- Обелиск и орудие на месте боя старшего сержанта артиллерии Николая Сиротинина, деревня Сокольничи.
- Скульптурная композиция «Поющие» на месте расстрела 1200 мирных жителей и военнопленных (в том числе московских артистов Александра Окаёмова и Геннадия Лузенина), рядом с деревней Прудок.
- Святой колодец, рядом с деревней Прудок.
- Чёрное озеро, рядом с деревней Прудок.